# Leporinus unitaeniatus
Leporinus unitaeniatus é uma espécie de peixe da família dos Anostomídeos e da ordem dos caraciformes. Foi descrita por Garavello e Santos, em 2009.